# Guerra Israel–Hezbollah (2023–2024)
Os confrontos entre Israel e o Hezbollah iniciaram-se a partir de 8 de outubro de 2023 quando o grupo militante libanês Hezbollah lançou foguetes guiados e projéteis de artilharia contra posições israelenses na região das Fazendas de Shebaa durante a Guerra Israel-Hamas. Israel passou a retaliar com ataques de drones e fogo de artilharia contra posições do Hezbollah. Trocas de ataques entre Israel e o grupo militante libanês Hezbollah vêm ocorrendo ao longo da fronteira Israel-Líbano e na Síria e nas Colinas de Golã ocupadas por Israel desde 7 de outubro de 2023 . Atualmente, é a maior escalada do conflito Hezbollah-Israel ocorrida desde a Guerra do Líbano de 2006 e parte do impacto da Guerra Israel-Hamas.
Em 8 de outubro de 2023, o Hezbollah começou a disparar foguetes guiados e projéteis de artilharia contra posições israelenses nas Fazendas Shebaa ocupadas, o que disse ser uma forma de solidariedade aos palestinos após o ataque do Hamas a Israel ocorrido um dia antes. Israel retaliou lançando ataques de drones e projéteis de artilharia contra posições do Hezbollah perto da fronteira do Líbano com as Colinas de Golã ocupadas por Israel.
No norte de Israel, o conflito em curso forçou aproximadamente 96 mil pessoas a abandonarem as suas casas,  enquanto no Líbano, aproximadamente 1 milhão de pessoas foram deslocadas. O Hezbollah declarou que não iria parar os ataques até que Israel parasse as operações militares em Gaza. Entre 21 de outubro de 2023 e 20 de fevereiro de 2024, a Força Interina das Nações Unidas no Líbano (UNIFIL) registou cerca de 7.948 incidentes de fogo de artilharia do sul da Linha Azul (de Israel ao Líbano) e 978 incidentes de fogo de artilharia do lado norte (do Líbano a Israel).
Uma escalada significativa ocorreu em setembro e outubro de 2024, começando com as explosões de pagers no Líbano — que tiveram como alvo o Hezbollah e foram amplamente atribuídas a Israel — e seguidas por ataques aéreos israelenses diários que incluíram assassinatos de comandantes seniores do Hezbollah. Israel declarou que seus ataques continuariam até que os cidadãos israelenses próximos à fronteira norte pudessem retornar para casa em segurança. As vítimas mais mortais e mais generalizadas no Líbano resultaram dos ataques aéreos israelenses de 23 de setembro, que resultaram em pelo menos 558 mortes e mais de 1 835 feridos, incluindo crianças, mulheres e paramédicos. Durante esta campanha, as forças das IDF bombardearam e destruíram o quartel-general do comando central do Hezbollah em Beirute. No dia seguinte, o Hezbollah confirmou que o seu líder Hassan Nasrallah tinha sido morto naquele ataque aéreo.

## Contexto
O Hezbollah é um partido político xiita libanês e um grupo paramilitar, formado em 1982 para lutar contra a invasão israelense do Líbano. O grupo foi formado por clérigos muçulmanos, com financiamento iraniano. Durante a década de 1990, o Hezbollah lutou contra a ocupação israelita do sul do Líbano. A eliminação do Estado de Israel tem sido um objetivo primordial do Hezbollah desde o seu início, que opõe-se ao governo e às políticas israelenses.
O Hezbollah travou muitos conflitos com Israel, como o conflito do Sul do Líbano entre 1982 e 2000, o conflito das Fazendas de Shebaa e a Guerra do Líbano de 2006. Um cessar-fogo foi alcançado entre Israel e o Hezbollah no final de 2006, com base nos termos da Resolução 1701 do Conselho de Segurança da ONU, que pedia uma zona desmilitarizada entre a fronteira sul do Líbano e o rio Litani. No entanto, tanto Israel como o Hezbollah têm obrigações pendentes ao abrigo da Resolução 1701 do CSNU.
A resolução do Conselho de Segurança das Nações Unidas determinou que apenas o exército libanês e a Força Interina das Nações Unidas no Líbano (UNIFIL) poderiam estar armados no sul do Líbano, e nenhum dos lados deveria cruzar a Linha Azul que marca a fronteira. O Hezbollah posteriormente fortificou a região, obstruiu o acesso da FINUL, construiu túneis para Israel e cruzou a Linha Azul. Israel continua a ocupar territórios libaneses e tem violado repetidamente o espaço aéreo, as águas e as fronteiras libanesas. Segundo consta, Israel entrou no espaço aéreo libanês em mais de 22 mil ocasiões entre 2007 e 2021.
Em 8 de outubro de 2023, um dia após o Hamas ter lançado os seus ataques de 7 de outubro de 2023 contra Israel e o contra-ataque israelense ter começado com o bombardeamento de Gaza, o Hezbollah juntou-se ao conflito em "solidariedade com os palestinos", disparando inicialmente contra postos militares israelitas nas Fazendas de Shebaa e nas Colinas de Golã — ambos os territórios sob ocupação israelense. Desde então, o Hezbollah e Israel estão envolvidos em trocas de ataques militares transfronteiriços que deslocaram comunidades inteiras em Israel e no Líbano, com danos significativos a edifícios e terras ao longo da fronteira. Entre 7 de outubro de 2023 e 20 de setembro de 2024, ocorreram 10,2 mil ataques transfronteiriços, dos quais Israel lançou 8,3 mil. Mais de 96 mil pessoas em Israel e mais de 111 mil no Líbano foram deslocadas durante este período. Israel e o Hezbollah mantiveram os seus ataques a um nível que causa danos sem se transformarem numa guerra em grande escala.
O Hezbollah declarou que continuará a atacar Israel até que Israel interrompa as suas operações em Gaza, onde mais de 40 mil palestinos foram mortos. Israel exigiu que o Hezbollah implementasse a Resolução 1701 do Conselho de Segurança da ONU e retirasse as suas forças para norte do rio Litani. Os esforços diplomáticos, liderados pelo enviado dos Estados Unidos, Amos Hochstein, e pela França, não tiveram até agora sucesso na resolução do conflito.
Em novembro de 2023, o Ministro da Defesa israelense, Yoav Gallant, alertou que Beirute poderia ter o mesmo destino de Gaza. Ele fez o mesmo aviso em janeiro de 2024. Em junho de 2024, Gallant visitou os Estados Unidos, buscando apoio para uma escalada da guerra com o Hezbollah e uma possível invasão terrestre no Líbano. No mesmo mês, o ministro de relações exteriores de Israel, Israel Katz, em comunicado oficial de seu gabinete, afirmou que o Hezbollah viria a ser "destruído" e o Líbano "atingido com força" em um evento de "guerra total".

### Facções palestinas no Líbano
Desde a expulsão e fuga palestina de 1948, refugiados palestinos estão presentes no sul do Líbano e vários campos de refugiados foram estabelecidos, o que trouxe muitas facções palestinas para o sul do Líbano, sendo frequentemente usado como um centro para lançar foguetes no norte de Israel. A Organização para a Libertação da Palestina foi sediada no Líbano após ter sido expulsa da Jordânia pelo Rei Hussein em julho de 1971.  Depois de se envolverem numa insurgência no sul do Líbano, até serem expulsos para Túnis após a Guerra do Líbano de 1982. 

### Tensões de abril e julho de 2023
Em 6 de abril de 2023, em resposta aos confrontos de Al-Aqsa de 2023, dezenas de foguetes foram disparados do Líbano para Israel, ferindo três civis israelitas. As Forças de Defesa de Israel disseram ter interceptado 25 foguetes disparados do Líbano, que, segundo disseram, foram disparados pelas facções palestinas Hamas e do Movimento da Jihad Islâmica na Palestina com a aprovação do Hezbollah.
Os ataques foram a maior escalada entre os dois países desde a Guerra do Líbano de 2006. A Força Interina das Nações Unidas no Líbano (UNIFIL) descreveu a situação como “extremamente grave” e apelou à contenção.
Em 15 de julho, as IDF dispararam tiros de aviso e usaram meios de dispersão de motins contra 18 pessoas, incluindo jornalistas e parlamentares que atravessaram a fronteira do Líbano e caminharam 80 metros em território ocupado por Israel.

## Eventos

### 2023

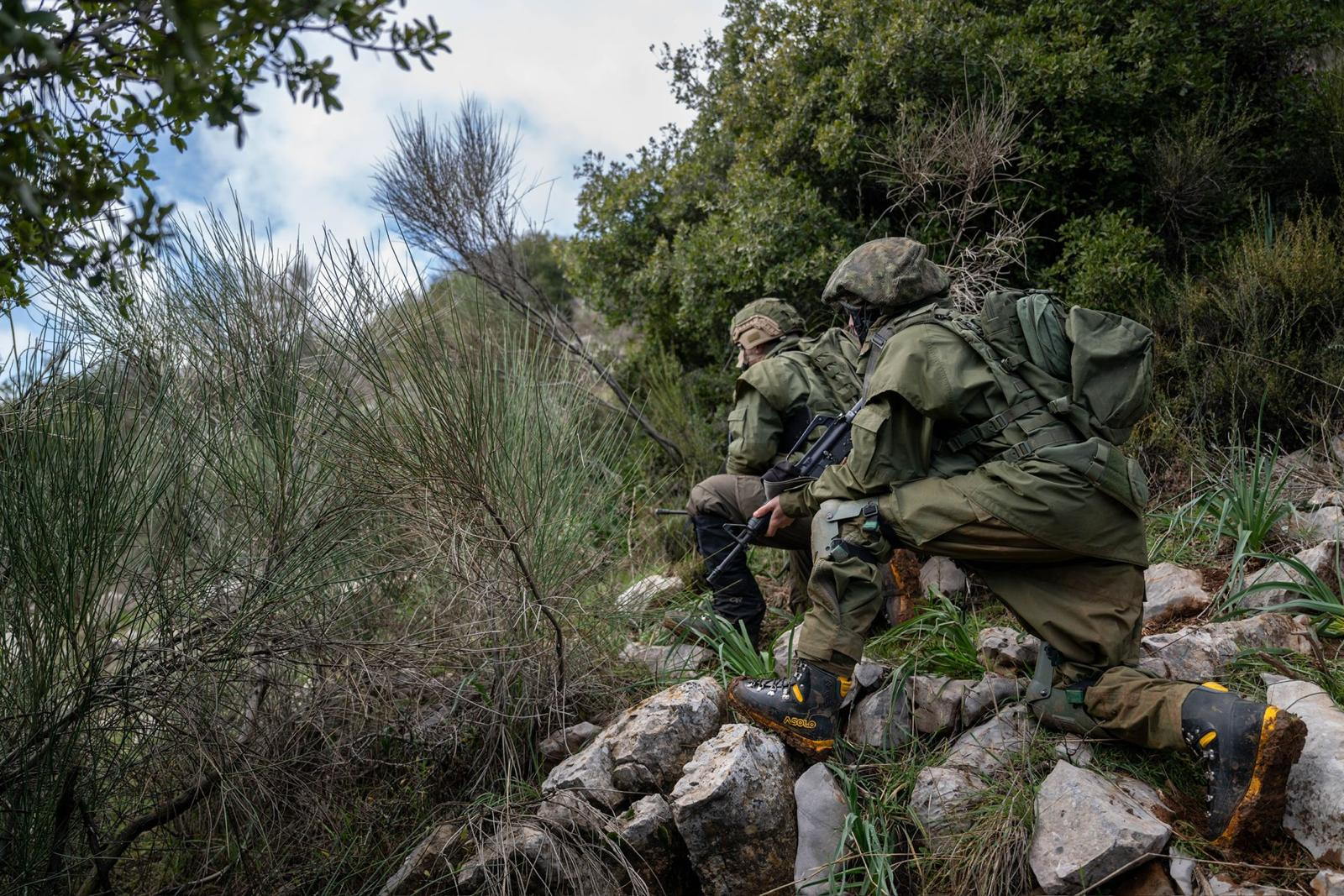
Soldados israelenses da Brigada de Montanha lutando no Líbano.

#### Outubro

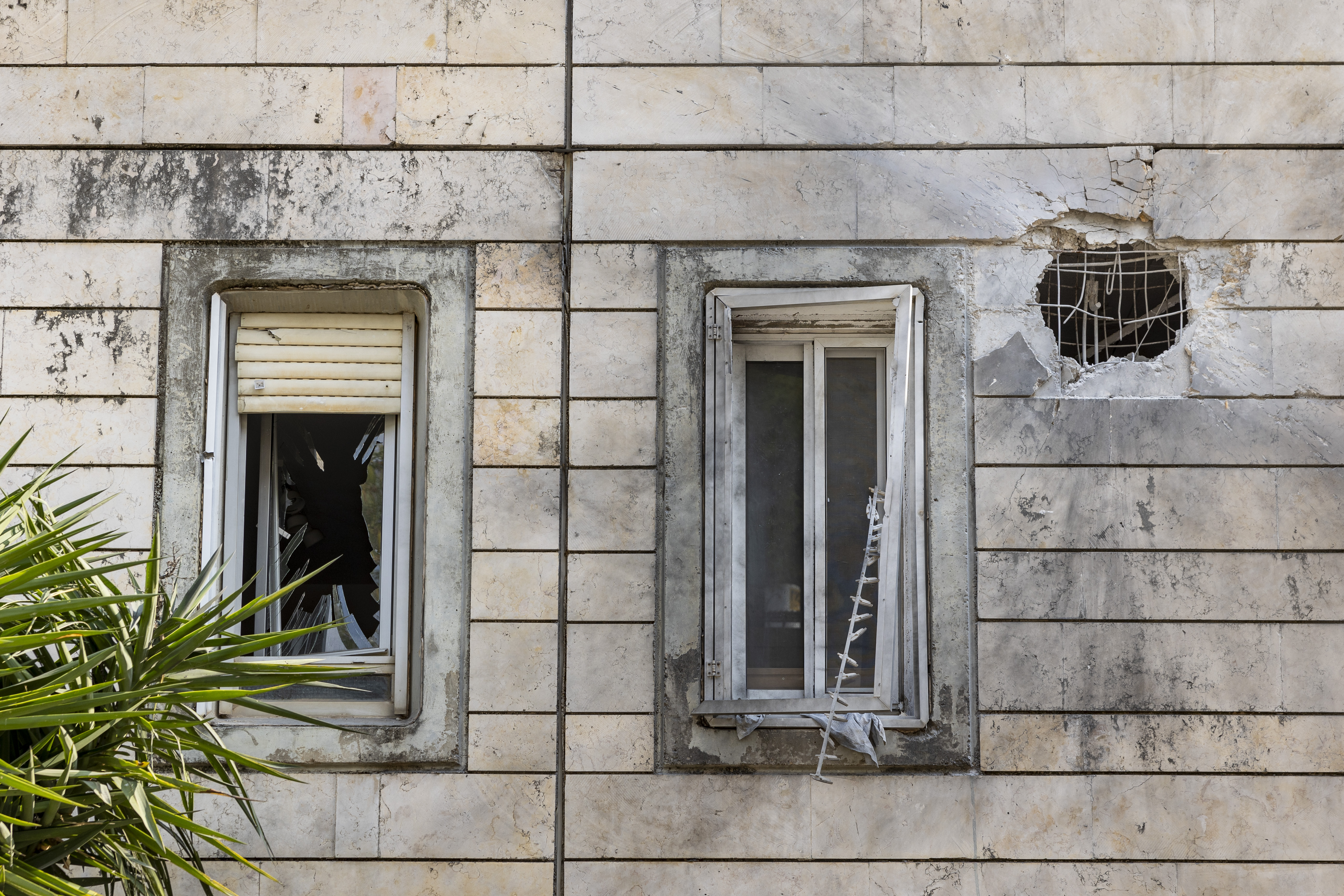
Um edifício residencial em Kiryat Shmona após um ataque de foguete vindo do Líbano.

Na manhã de 8 de outubro, o Hezbollah lançou foguetes e projéteis na região das Fazendas de Shebaa; em resposta, as Forças de Defesa de Israel (IDF) dispararam projéteis de artilharia e um drone no sul do Líbano. Duas crianças libanesas, segundo informações, foram feridas por estilhaços de vidro.
Israel realizou uma série de ataques aéreos no sul do Líbano, perto das cidades de Marwahin, Ayta ash Shab e Dhayra, no distrito de Bint Jbeil. Isso ocorreu depois que vários militantes palestinos se infiltraram na fronteira israelense. As Forças de Defesa de Israel (IDF) mataram pelo menos 2 perpetradores (provavelmente palestinos). A mídia libanesa relatou que dois militantes palestinos foram mortos e um ficou ferido, enquanto um quarto conseguiu retornar ao Líbano. Uma fonte de mídia do Hezbollah anunciou a morte de um de seus membros na retaliação das IDF. O Hezbollah negou envolvimento no incidente, mas a milícia palestina Jihad Islâmica Palestina reivindicou a responsabilidade pela infiltração armada.   Mais tarde, o Hezbollah anunciou a morte de outros 2 militantes à noite.
No terceiro dia de confrontos, o Hezbollah e as Forças de Defesa de Israel trocaram tiros na terça-feira, com o Hezbollah disparando uma salva de foguetes contra Israel e um ataque às forças de segurança conduzido pelas facções palestinas.
O Hezbollah disparou mísseis antitanque contra uma posição militar israelense e afirmou ter causado baixas. Em resposta, as Forças de Defesa de Israel (IDF) bombardearam a área de onde o ataque foi lançado. O hospital libanês-italiano em Tiro admitiu três civis feridos. As IDF ordenaram aos residentes do norte de Israel que buscassem abrigo após relatos de drones sendo lançados do sul do Líbano. Um míssil Patriot foi lançado para interceptar um objeto suspeito, após o que as IDF descobriram que o objeto em questão não era um drone. Sirenes de alerta foram ativadas em todo o norte de Israel após relatos de até 20 infiltrados em parapentes que teriam entrado em território israelense a partir do Líbano antes de as IDF descartarem o relato como alarme falso.

### 2024

#### Setembro

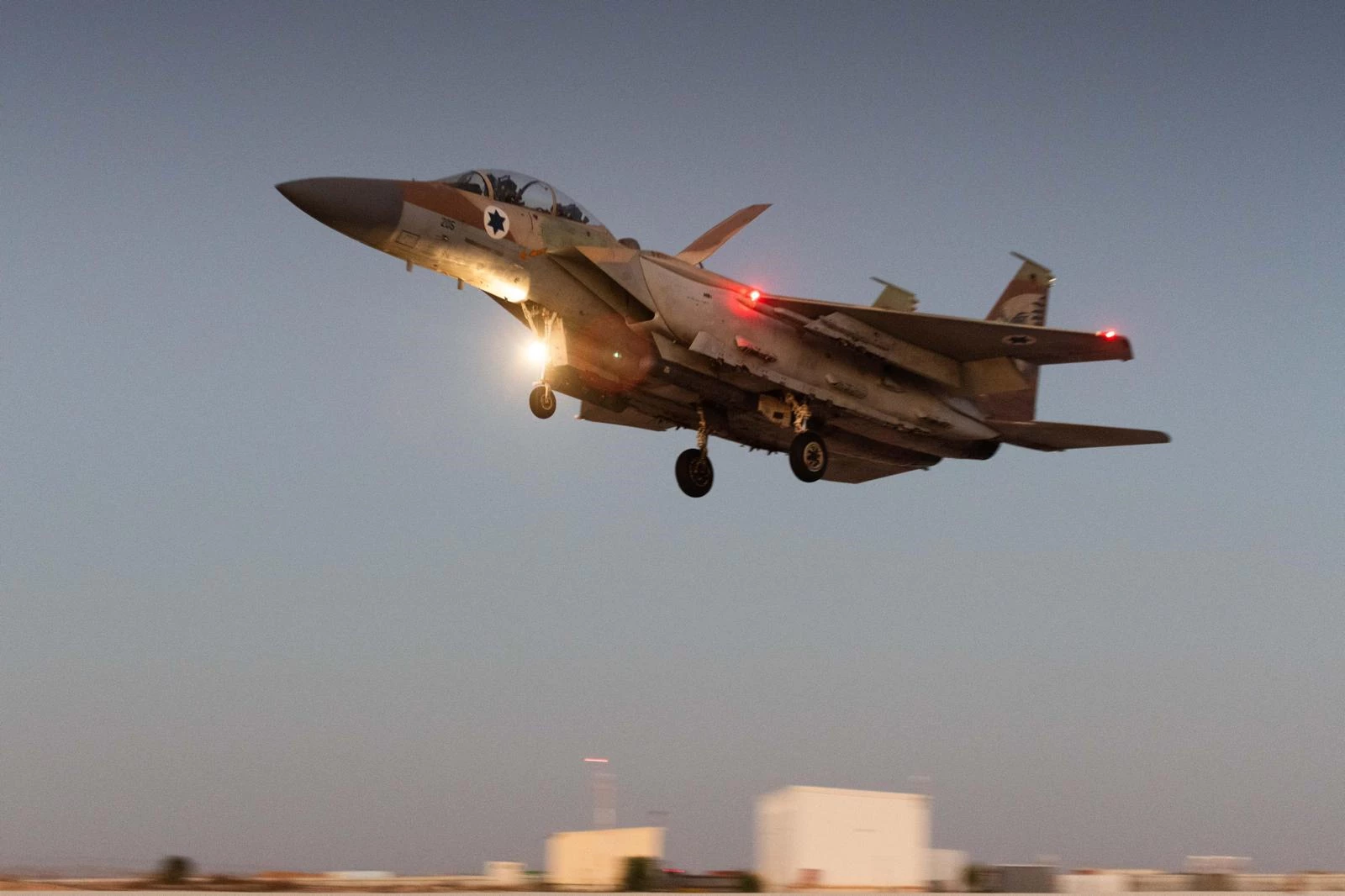
Um caça F-15 do 69º Esquadrão da força aérea israelense decolando para bombardear o Líbano.

Explosões de dispositivos eletrônicos no Líbano e na Síria
As explosões de dispositivos eletrônicos no Líbano e na Síria em 2024 ocorreram em 17 e 18 de setembro de 2024, quando milhares de pagers e centenas de walkie-talkies usados pelo Hezbollah, um partido político e milícia libanesa, explodiram simultaneamente no Líbano e na Síria. Os serviços de inteligência israelenses interceptaram as entregas dos pagers e os equiparam com material explosivo. Pelo menos 37 pessoas foram mortas e mais de 3,4 mil ficaram feridas, principalmente membros do Hezbollah. O incidente foi descrito como a "maior violação da segurança da organização até agora".
A primeira onda de explosões ocorreu por volta das 15h30 EEST de 17 de setembro e matou 12 pessoas. Uma segunda onda de ataques ocorreu no dia seguinte, visando walkie-talkies fabricados pela Icom Incorporated, matando pelo menos 25 pessoas e ferindo 708. Outros eletrônicos, como dispositivos biométricos de impressão digital, também foram relatados como tendo explodido, mas ainda não foi confirmado se esses dispositivos pegaram fogo em outras explosões ou se detonaram. Uma fonte de segurança da Reuters disse que rádios portáteis foram comprados pelo Hezbollah cinco meses antes do ataque, aproximadamente ao mesmo tempo que os pagers.
As explosões também mataram civis e afetaram várias áreas no Líbano, incluindo o subúrbio de Dahieh, em Beirute, e no Vale do Beca, na fronteira com a Síria, que são considerados locais com presença do Hezbollah. Além disso, explosões foram relatadas em vários locais na Síria. Não está claro se apenas membros do Hezbollah estavam carregando os dispositivos eletrônicos. Cerca de 150 hospitais em todo o Líbano receberam vítimas do ataque, em meio a cenas caóticas. Entre os mortos estavam dois agentes do Hezbollah e duas crianças. O embaixador do Irã no Líbano foi ferido por um pager que explodiu.
Ataques israelenses no Líbano
Os Ataques no Líbano em setembro de 2024 envolveram cerca de 1 500 ataques conduzidos por Israel, visando posições do Hezbollah no Líbano. As Forças de Defesa de Israel relataram que aeronaves israelenses atingiram 1 600 posições do Hezbollah, destruindo mísseis de cruzeiro, além de foguetes de longo e curto alcance e drones de ataque. Segundo o Ministério da Saúde do Líbano, esses ataques israelenses mataram pelo menos 569 pessoas — incluindo 50 crianças, 94 mulheres e 4 médicos — e feriram pelo menos 1 835. Os ataques também deslocaram dezenas de milhares de civis libaneses.
Os ataques ocorreram após o que foi descrito como alguns dos maiores reveses do Hezbollah, incluindo as explosões de dispositivos de comunicação de 17 e 18 de setembro de 2024 (42 mortes, mais de 3 500 feridos) e o assassinato de Ibrahim Aqil, comandante da elite Força Redwan. Em resposta, o grupo apoiado pelo Irã lançou dezenas de drones e foguetes contra Israel, causando danos em Nazaré e comunidades no Vale de Jezreel.
Ataque aéreo israelense na sede do Hezbollah
Em 27 de setembro de 2024, Hassan Nasrallah, o Secretário-Geral do Hezbollah, foi morto em um ataque aéreo israelense em Beirute. A greve ocorreu enquanto os líderes do Hezbollah se reuniam numa sede localizada no subsolo de edifícios residenciais em Haret Hreik, no subúrbio de Dahieh, ao sul de Beirute. Conduzida pelo 119.º Esquadrão da Força Aérea Israelense, utilizando caças F-16I, a operação envolveu o lançamento de mais de 80 bombas, incluindo bombas destruidoras de bunkers de fabricação norte-americana de 2,3 mil quilos que destruíram a sede subterrânea e também os edifícios próximos. As Forças de Defesa de Israel (IDF) deram à operação o nome de código "Nova Ordem" (em hebraico:  סדר חדש).
Inicialmente, a condição de Nasrallah era incerta, mas em 28 de setembro de 2024, as IDF anunciaram sua morte, uma afirmação posteriormente confirmada pelo Hezbollah. Seu corpo foi recuperado dos escombros dois dias após o ataque. O ataque resultou em pelo menos 33 mortos e mais de 195 feridos, incluindo civis. Ali Karaki, o comandante da Frente Sul do Hezbollah, também foi morto no ataque, juntamente com outros comandantes seniores. Relatórios iranianos indicam que Abbas Nilforoushan, vice-comandante do Corpo da Guarda Revolucionária Islâmica (IRGC) e comandante da Força Quds no Líbano, também foi morto.

#### Outubro
Invasão israelense do Líbano
A invasão do Líbano por Israel começou em 1 de outubro de 2024, quando Israel invadiu o Líbano como parte de uma escalada no conflito em curso entre Israel e Hezbollah.
A operação seguiu-se a uma série de grandes reveses do Hezbollah em setembro que degradaram as suas capacidades e devastaram a sua liderança, incluindo as explosões dos seus dispositivos de comunicação. Os ataques aéreos israelitas também tiveram como alvo a infraestrutura do Hezbollah no sul do Líbano, embora autoridades libanesas afirmam que os ataques israelenses causaram a morte de cerca de 2000 civis (incluindo mais de uma centena de crianças), além de mais de 6000 feridos.  Entre os inúmeros mortos, está Hassan Nasrallah (clérigo e político libanês que atuava como secretário-geral do Hezbollah), cujo óbito foi confirmado em 27 de setembro.
Os militares israelenses (FDI) declararam que partes da fronteira norte de Israel são zonas militares fechadas. No mesmo dia, as Forças Armadas do Líbano retiraram-se da Linha Azul. De acordo com Israel, a operação visava erradicar as forças e infraestruturas do Hezbollah que representam uma ameaça para as comunidades civis no norte do país Israel. O porta-voz das FDI, Daniel Hagari, afirmou que o grupo apoiado pelo Irã estava se preparando para um ataque semelhante ao ataque liderado pelo Hamas em 2023 contra Israel." O Hezbollah inicialmente negou que os militares israelenses tivessem entrado no Líbano, mas depois afirmou que fazer os israelenses invadir seu território foi "uma estratégia" para forçar Israel a lutar em duas frentes. Israel disse que seus ataques pretendiam eliminar as forças militares e a infraestrutura do Hezbollah que poderiam representar uma ameaça às comunidades civis no norte de Israel.
Ataques iranianos contra Israel
Em 2024, o conflito por procuração entre Irã e Israel se transformou em uma série de confrontos diretos entre os dois países. Em 1 de abril, Israel bombardeou um complexo consular iraniano em Damasco, na Síria, matando vários altos funcionários iranianos. Em resposta, o Irã e os seus aliados do Eixo da Resistência apreenderam o navio MSC Aries, ligado a Israel, e lançaram ataques dentro de Israel a 13 de abril. Israel realizou então ataques retaliatórios no Irão e na Síria em 19 de abril.
Os ataques israelenses foram limitados e analistas dizem que eles sinalizaram um desejo de redução da tensão. O Irã não respondeu ao ataque e as tensões diminuíram. Outros atores também participaram do conflito. Os Estados Unidos, o Reino Unido, a França e a Jordânia interceptaram drones iranianos para defender Israel. A Síria abateu alguns interceptores israelenses e os representantes iranianos na região também atacaram Israel.

### Novembro
Em outubro e, principalmente, em novembro Israel intensificou seus ataques aéreos contra o Hezbollah, matando diversos dos seus líderes, incluindo Hassan Nasrallah, Fuad Shukr e Ibrahim Aqil. Além de sua estrutura de comando, a infraestrutura logística e organizacional do grupo também foi severamente danificada. Os ataques aéreos e incursões terrestres igualmente geraram enormes perdas civis entre a população libanesa e arrasou parte da infraestrutura civil do Líbano.
Em 26 de novembro, o primeiro-ministro de Benjamin Netanyahu anunciou a transferência de um acordo de cessar-fogo de sessenta dias para o Gabinete de Segurança de Israel. Foi relatado que o apoio ao acordo no governo israelense foi "unânime". O acordo envolveu agentes do Hezbollah se retirando para o norte do Rio Litani e Israel se retirando do Líbano no final dos sessenta dias. O acordo também declarou que Israel manteria "completa liberdade militar de ação" para atacar o Líbano no caso de violação do acordo pelo Hezbollah ou outra entidade no Líbano. O primeiro-ministro libanês Najib Mikati emitiu forte apoio ao acordo e pediu à comunidade internacional que ajudasse a implementá-lo imediatamente para "deter a agressão israelense".

### Cessar-fogo
Em 27 de novembro de 2024, um acordo de cessar-fogo foi assinado por Israel, Líbano e vários países mediadores, incluindo os Estados Unidos. Desde 8 de outubro de 2023, Israel e o Hezbollah estavam em conflito e, em 1º de outubro de 2024, Israel iniciou sua invasão ao Líbano. O acordo determina uma cessação de 60 dias nas hostilidades, durante os quais Israel deve retirar as suas forças do sul do Líbano e o Hezbollah deve retirar as suas forças para norte do rio Litani. Um painel de monitorização formado por cinco países, liderado pelos Estados Unidos, supervisionará a implementação, com 5 mil tropas libanesas destacadas para garantir o cumprimento. O acordo não impede que Israel ou o Líbano ajam em legítima defesa, mas as autoridades israelenses e libanesas discordaram da interpretação desse ponto.
Em novembro de 2024, o enviado dos EUA , Amos Hochstein, se reuniu com líderes libaneses e israelenses para negociar o acordo de cessar-fogo. No Líbano, ele se encontrou com o presidente do parlamento libanês, Nabih Berri, que teve o apoio do Hezbollah para negociar. Em 20 de novembro, o Secretário-Geral do Hezbollah, Naim Qassem, aprovou o acordo. A França foi adicionada como mediadora do acordo depois de ter recuado na sua declaração de que iria prender Benjamin Netanyahu por alegados crimes de guerra. Após alguns atrasos por parte de Israel, Hochstein ameaçou retirar-se das negociações, a menos que Israel avançasse com o acordo. Em 26 de novembro, o gabinete de segurança de Israel aprovou o acordo com uma votação de 10-1. O cessar-fogo foi saudado como uma conquista significativa para a administração do presidente dos EUA, Joe Biden, que afirmou que o acordo foi "concebido para ser uma cessação permanente das hostilidades".